# Orlivka, Rozdolne
Orlivka (în ucraineană Орлівка) este un sat în comuna Serebreanka din raionul Rozdolne, Republica Autonomă Crimeea, Ucraina.

## Demografie
Componența lingvistică a localității Orlivka
     Rusă (63,19%)
     Ucraineană (20,44%)
     Tătară crimeeană (13,1%)
     Alte limbi (1,24%)
Conform recensământului din 2001, majoritatea populației localității Orlivka era vorbitoare de rusă (63,19%), existând în minoritate și vorbitori de ucraineană (20,44%), tătară crimeeană (13,1%) și armeană (1,5%).